# Baýmyrat Baýmyradow
Baýmyrat Baýmyradow (* 5. September 1998) ist ein turkmenischer Eishockeyspieler, der seit 2018 beim HC Nesil in der turkmenischen Eishockeyliga spielt.

## Karriere
Baýmyrat Baýmyradow begann seine Karriere beim HC Oguzkhan, dem Eishockeyteam des staatlichen Erdgasunternehmens Turkmengaz aus der Hauptstadt Aşgabat, in der turkmenischen Eishockeyliga. Im Jahr 2018 wechselte er zum Ligakonkurrenten HC Nesil.

### International
Sein internationales Debüt für Turkmenistan gab Baýmyradow bei den Winter-Asienspielen 2017, als das Team die Division II gewann und damit den insgesamt elften Rang belegte.
Bei der Weltmeisterschaft 2019 nahm Baýmyradow erstmals an der Division III teil. Auch bei den Weltmeisterschaften 2022, 2023 und 2024, als er zum besten Spieler seiner Mannschaft gewählt wurde, spielte er in der Division III. Zudem vertrat er sein Heimatland bei den Winter-Asienspielen 2025.